# Hibiki (destroyer, 1932)
Pour les autres navires du même nom, voir Hibiki (navire).
L'Hibiki (響) était un destroyer de classe Akatsuki en service dans la Marine impériale japonaise jusqu'en 1947 puis la marine soviétique jusqu'en 1953.

## Historique
À sa mise en service, l'Hibiki est affecté dans la 6e division de destroyers (1re flotte) en compagnie de ses navires jumeaux Inazuma, Akatsuki et Ikazuchi, participant aux opérations lors de la deuxième guerre sino-japonaise.

### Seconde Guerre mondiale

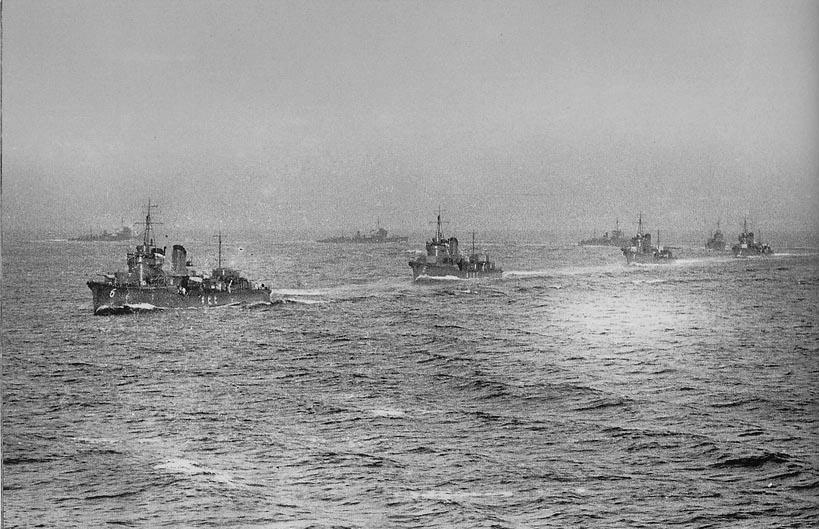
Mouvement de la 6e division en 1941.

Au moment de l'attaque de Pearl Harbor, l'Hibiki est affecté à la 6e division de destroyers de la 1re flotte et déployé depuis le district de garde de Mako pour couvrir la Force Australe de l'Amiral Nobutake Kondō, les opérations de débarquements en Malaisie britannique et pendant l'invasion des Philippines. Il sera déployé à travers les Philippines jusqu'à la fin de mars 1942.
Après des réparations à l'arsenal naval de Yokosuka en avril, l'Hibiki est déployé à partir du district de garde d'Ōminato, appuyant l'invasion de Kiska dans la campagne des Aléoutiennes de mai-juin 1942. Le 12 juin, il est endommagé à Kiska par une attaque d'hydravions à coque PBY Catalina de l'US Navy, retournant à Ōminato à la fin du mois. Il sera réparé jusqu'au mois d'octobre.
De novembre 1942 à la fin d'avril 1943 — excepté le mois de janvier 1943, qu'il passa en cale sèche à Yokosuka — l'Hibiki escorte les porte-avions Unyō et Taiyō dans diverses missions entre Yokosuka et Truk.
À partir de mai 1943, l'Hibiki retourna dans les eaux septentrionales où il patrouilla au large des côtes d'Hokkaidō et des îles Kouriles. Il prit également part à l'évacuation des forces japonaises restantes des Aléoutiennes jusqu'en août.
Après une maintenance à Yokosuka en septembre, le destroyer est envoyé à Shanghai, où il escorte un convoi de troupes vers Truk et Rabaul. Vers la fin de novembre, il est affecté à l'escorte de convois de pétroliers entre Balikpapan, Singapour et Truk, ainsi que transport à grande vitesse entre Truk, Ponape et diverses îles des Carolines. Il sauve les survivants du pétrolier Terukawa Maru torpillé le 21 décembre. De la fin de décembre à avril 1944, l'Hibiki sert d'escorte des porte-avions Hiyō, Ryūhō et Chiyoda dans diverses missions du Pacifique occidental et des Indes orientales néerlandaises. Il fait route vers l'arsenal naval de Kure qu'il atteint en avril, au cours duquel des canons antiaériens supplémentaires sont installés au détriment de l'une de ses tourelles principales.

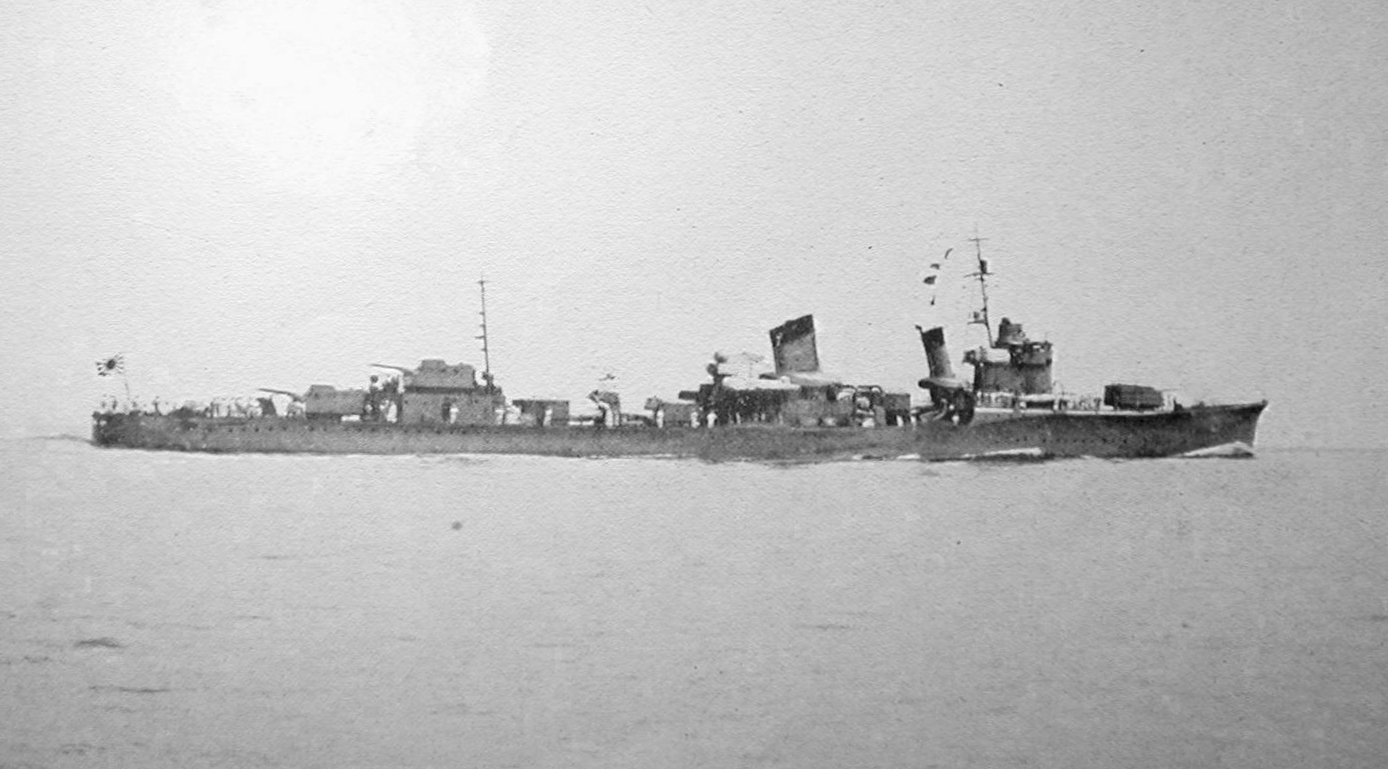
LHibiki pendant la Seconde Guerre mondiale.

En mai et juin 1944, l'Hibiki est affecté à l'escorte des convois de pétroliers. Le 14 mai, il sauve les 125 survivants de son destroyer-jumeau torpillé Inazuma.
Pendant la bataille de la mer des Philippines, l'Hibiki est assigné à la première force d'approvisionnement, au cours duquel il est légèrement endommagé et deux membres d'équipage sont tués dans des attaques de mitraillage par des avions alliés.
En août, il escorte deux convois de Moji à Takao et Okinawa. En septembre, après avoir quitté Takao avec un convoi à destination de Manille, l'Hibiki est torpillé par le sous-marin USS Hake, provoquant de lourds dommages à sa proue. Il parvient à rentrer à Yokosuka où il est réparé.
Le 25 janvier 1945, l'Hibiki est réaffecté dans la 7e division de destroyers de la 2e flotte, où il patrouille dans les eaux territoriales japonaises. Il est réaffecté à la Première Escorte en mai puis transféré au district naval de Kure, où il reste posté comme navire de garde jusqu'à la reddition du Japon. Après la fin de la guerre, il est désarmé et utilisé comme navire de rapatriement jusqu'au 5 octobre 1945, date à laquelle il est rayé des listes de la marine japonaise.

### Service dans la Marine soviétique

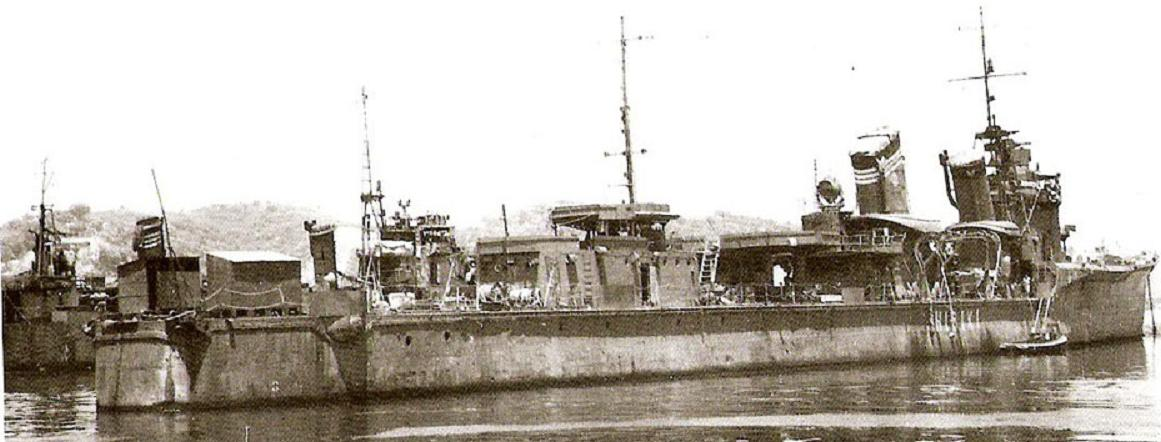
LHibiki en 1947, peu de temps avant son transfert à l'URSS.

Le 5 avril 1947, l'Hibiki est remis à l'Union soviétique à Nahodka comme un dédommagement de guerre, et transféré dans la Marine soviétique sous le nom de Verniy (russe: Верный), Il est réarmé de six canons de 130 mm, sept canons de 25 mm, quatre à six mitrailleuses de 12,7 mm et six torpilles de 533 mm). Il reprend le service dans la flotte soviétique du Pacifique basée à Vladivostok le 7 juillet 1947. Rebaptisé Dekabrist (russe: Декабрист) le 5 juillet 1948, il resta près d'un an amarré à quai, dans l'attente d'un réarmement, avant d'être retiré du service actif et utilisé comme caserne flottante jusqu'à son retrait du service le 20 février 1953 et son transfert au fonds de ressourcement OMS. Il fut finalement utilisé comme navire cible dans les années 1970.
L'épave de l'Hibiki, qui peut être explorée avec des équipements de plongée, se trouve près de l'île de Karamzina, près de Vladivostok, à 27 mètres de profondeur. Des excursions de plongée locales pour explorer l'épave peuvent également être organisées.

### Culture populaire
Il apparait dans le film Godzilla Minus One de 2023.
Dans Kantai Collection, le personnage Hibiki est une représentation en jeune fille de ce destroyer.